# Christian Stocker
Christian Stocker, né le 20 mars 1960 à Wiener Neustadt, est un homme d'État autrichien. Il est chancelier fédéral d'Autriche depuis le 3 mars 2025.
Membre du Parti populaire (ÖVP), il est membre du Conseil national depuis 2019, et est secrétaire général du Parti populaire de septembre 2022 à janvier 2025.

## Biographie
Christian Stocker est avocat de formation et fait une grande partie de sa carrière politique à l'échelon locale, étant adjoint au maire de Wiener Neustadt, une ville de 40 000 habitants de Basse-Autriche. Il entre sur la scène politique fédérale tardivement, étant élu au Conseil national, la chambre basse du Parlement autrichien, en 2019. 
Le 5 janvier 2025, il est élu nouveau chef par intérim du Parti populaire, après la démission du chancelier Karl Nehammer. Après l'avoir exclu auparavant, Stocker annonce la volonté de l'ÖVP d'entamer des négociations de coalition avec Herbert Kickl et le FPÖ d'extrême droite. Les négociations de coalition entre l'ÖVP, le SPÖ et NEOS échouent au lendemain des élections législatives autrichiennes de 2024. 
Le 27 février 2025, le SPÖ, l'ÖVP et NEOS annoncent un accord pour former un gouvernement de coalition dirigé par Stocker, qui devient chancelier fédéral d'Autriche. Ce gouvernement entre en fonction le 3 mars 2025.